# 550 Music
550 Music (originalmente conocido como Sony 550 Music) fue una unidad de Sony Music Entertainment, el cual operaba mediante la división de Sony Epic Records durante su periodo de actividad. Fundado en 1992, el nombre "550" fue inspirado en la dirección del edificio de Sony, ubicado en el 550 Madison Avenue en Nueva York. El sello fue absorbido en 2000 por Epic Records, fue parte de la reestructuración cuando Tommy Mottola dejó Sony Music.